# Communauté de communes Sèvre et Loire
La communauté de communes Sèvre et Loire est une communauté de communes française située dans le département de la Loire-Atlantique et la région Pays de la Loire.

## Histoire
Le 21 septembre 2016, les communautés de communes de Vallet et de Loire-Divatte décide de fusionner au sein d'une même intercommunalité.
La communauté de communes est officiellement créée le 1er janvier 2017 à la suite de l'arrêté préfectoral du 17 novembre 2016.
Le 12 janvier 2017, lors de sa réunion inaugurale, le conseil communautaire élit le maire du Pallet, Pierre-André Perrouin, à la présidence de la communauté de communes.

## Présentation du territoire
La communauté de communes Sèvre & Loire est située dans le Vignoble nantais et est l'une des deux intercommunalités de ce dernier. Elle se compose de 11 communes qui jouxte le territoire des communes de Vallet et Divatte-sur-Loire. Le territoire est traversé par la Sèvre Nantaise, la Sanguèze et la Loire.

## Territoire communautaire

### Géographie
Située à l'est  du département de la Loire-Atlantique, la Communauté de communes Sèvre & Loire regroupe 11 communes et présente une superficie de 276,2 km2.

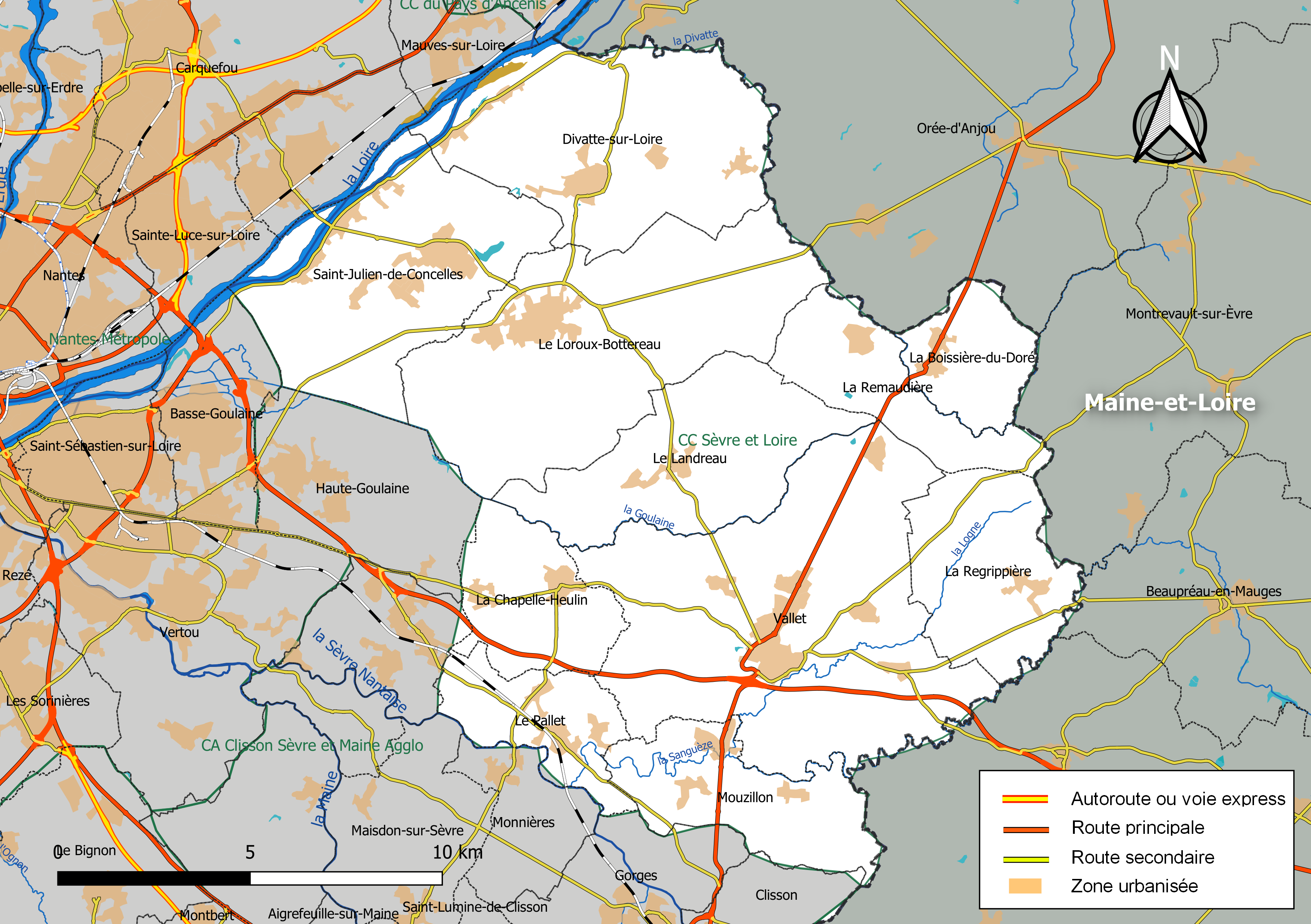
Carte de la communauté de communes Sèvre et Loire au 1er janvier 2019.

### Composition

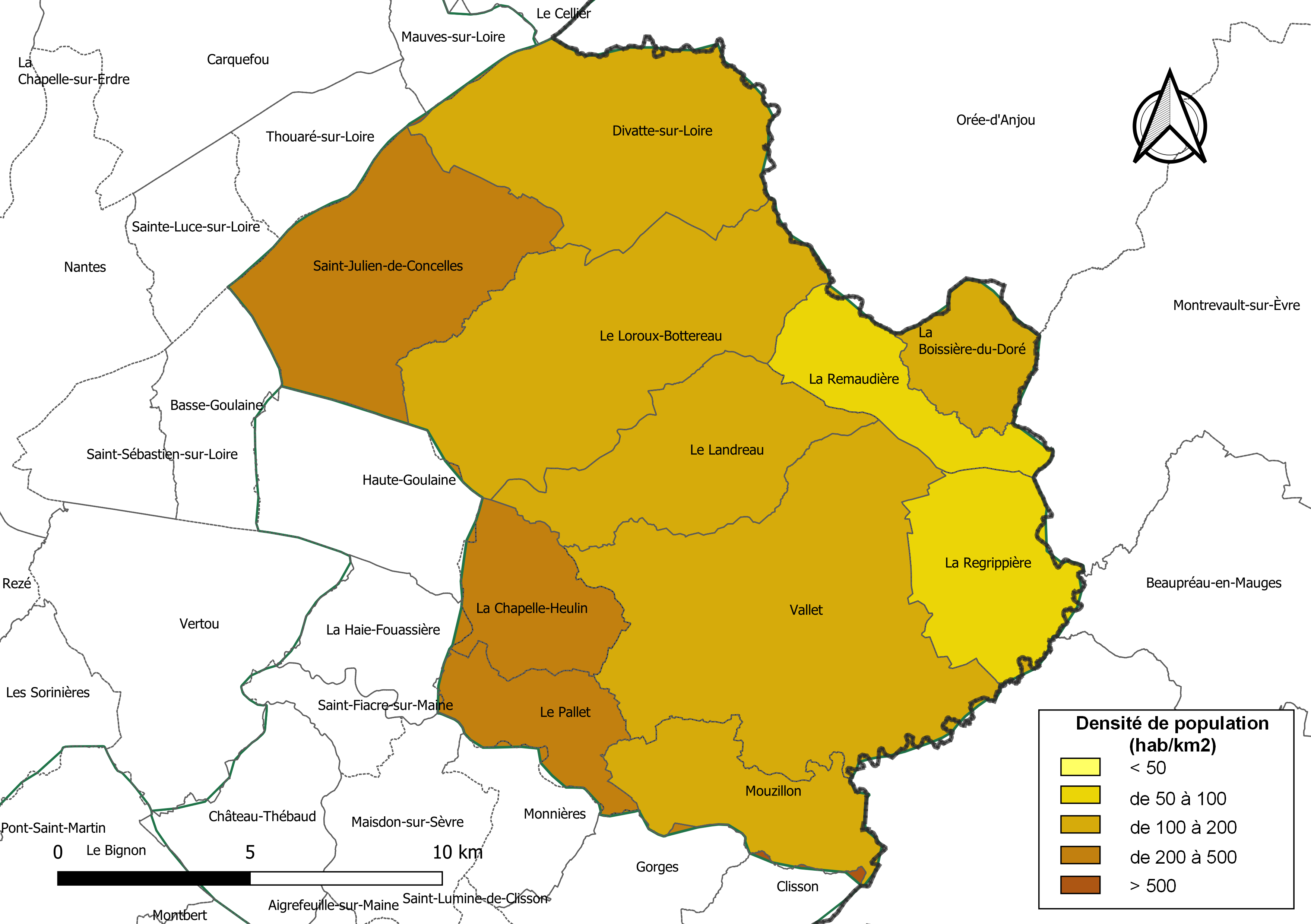
Carte des densités de population (millésimée 2016) des communes de la communauté de communes Sèvre et Loire. Composition en communes au 1er janvier 2019.

La communauté de communes est composée des 11 communes suivantes :

| Nom                       | Code Insee | Gentilé       | Superficie (km2) | Population (dernière pop. légale) | Densité (hab./km2) |
| ------------------------- | ---------- | ------------- | ---------------- | --------------------------------- | ------------------ |
| Vallet (siège)            | 44212      | Valletais     | 58,96            | 9 524 (2022)                      | 162                |
| La Boissière-du-Doré      | 44016      | Boissiériens  | 9,41             | 1 114 (2022)                      | 118                |
| La Chapelle-Heulin        | 44032      | Heulinois     | 13,47            | 3 443 (2022)                      | 256                |
| Divatte-sur-Loire         | 44029      | Divattais     | 33,9             | 7 158 (2022)                      | 211                |
| Le Landreau               | 44079      | Landréens     | 23,98            | 3 214 (2022)                      | 134                |
| Le Loroux-Bottereau       | 44084      | Lorousains    | 45,31            | 8 595 (2022)                      | 190                |
| Mouzillon                 | 44108      | Mouzillonnais | 16,5             | 2 903 (2022)                      | 176                |
| Le Pallet                 | 44117      | Palletais     | 11,75            | 3 374 (2022)                      | 287                |
| La Regrippière            | 44140      | Regrippiérois | 18,17            | 1 559 (2022)                      | 86                 |
| La Remaudière             | 44141      | Remaudièrois  | 12,98            | 1 288 (2022)                      | 99                 |
| Saint-Julien-de-Concelles | 44169      | Concellois    | 31,74            | 7 768 (2022)                      | 245                |

### Démographie
| 1968   | 1975   | 1982   | 1990   | 1999   | 2010   | 2015   | 2017   | 2021   |
| ------ | ------ | ------ | ------ | ------ | ------ | ------ | ------ | ------ |
| 22 532 | 23 961 | 28 461 | 30 932 | 34 060 | 43 836 | 46 498 | 47 187 | 49 510 |

## Administration

### Siège
Le siège de la communauté de communes est à Vallet, 1 place Charles de Gaulle.

### Conseil communautaire
Les 44 conseillers titulaires sont ainsi répartis selon le droit commun comme suit :
| Nombre de délégués | Communes                                              |
| ------------------ | ----------------------------------------------------- |
| 8                  | Vallet                                                |
| 7                  | Le Loroux-Bottereau                                   |
| 6                  | Divatte-sur-Loire, Saint-Julien-de-Concelles          |
| 3                  | La Chapelle-Heulin, Le Landreau, Mouzillon, Le Pallet |
| 2                  | La Regrippière, La Remaudière                         |
| 1                  | La Boissière-du-Doré                                  |

### Élus
La communauté de communes est administrée par son conseil communautaire constitué en 2020 de 44 conseillers communautaires, qui sont des conseillers municipaux représentant chacune des communes membres.
À la suite des élections municipales de 2020 dans la Loire-Atlantique, le conseil communautaire du 6 juillet 2020 a élu sa présidente, Christelle Braud, maire de Divatte-sur-Loire, ainsi que ses 10 vice-présidents.
Le bureau est remanié en juillet 2023 à la suite de l'élection municipale partielle à La Chapelle-Heulin et au retrait d'Alain Arraitz, ancien maire et 6e vice-président. Depuis cette date, la liste des vice-présidents est la suivante :
|     | Attributions                       | Identité                  | Qualité                                           |
| --- | ---------------------------------- | ------------------------- | ------------------------------------------------- |
| 1re | Mobilités et développement durable | Anne Choblet              | Maire de la Remaudière                            |
| 2e  | Développement économique           | Emmanuel Rivery           | Maire du Loroux-Bottereau                         |
| 3e  | Aménagement du territoire          | Jean-Pierre Marchais      | Conseiller municipal de Saint-Julien-de-Concelles |
| 4e  | Finances et mutualisations         | Jean-Marie Poupelin       | Adjoint au maire de Vallet                        |
| 5e  | Eau et assainissement              | Jean-Marc Jounier         | Maire de Mouzillon                                |
| 6e  | Promotion du territoire            | Catherine Garcia-Senotier | Maire de La Boissière-du-Doré                     |
| 7e  | Culture, piscines et sport         | Jérôme Marchais           | Maire de Vallet                                   |
| 8e  | Enfance et parentalité             | Christophe Richard        | Maire du Landreau                                 |
| 9e  | Déchets                            | Xavier Rineau             | Adjoint au maire du Pallet                        |
| 10e | Solidarités                        | Pascal Évin               | Maire de La Regrippière                           |

Ensemble, ils forment le bureau communautaire pour la période 2020-2026.

### Liste des présidents
| Période         | Période        | Identité              | Étiquette | Qualité                              |
| --------------- | -------------- | --------------------- | --------- | ------------------------------------ |
| 12 janvier 2017 | 6 juillet 2020 | Pierre-André Perrouin | DVD       | Maire du Pallet (2008 → 2020)        |
| 6 juillet 2020  | En cours       | Christelle Braud      | SE        | Maire de Divatte-sur-Loire (2016 → ) |

### Compétences
La communauté de communes Sèvre & Loire gère de nombreux services ou missions :
- Aménagement du territoire & Planification du Territoire
- Commande Publique et Achats
- Communication
- Contrôle de Gestion
- Culture
- Développement durable & Environnement
- Développement économique & emploi
- Eau & assainissement
- Enfance & Famille
- Etudes & Aménagement
- Etudes & Patrimoine
- Fauchage & Balayage
- Finances
- Gens du voyage
- Gestion des déchets & déchèteries
- Habitat
- Informatique
- Mobilités durables & transport
- Piscines & sports
- Politiques sociales & solidaires (SIAAD et SAAD)
- Pratiques Musicales
- Projet Culturel de Territoire
- Promotion du Territoire
- Protection des Données (RGPD)
- Relais assistants maternels (RAM)
- Réseau des bibliothèques
- Ressources Humaines
- Système d'information géographique (SIG) & Aménagement de l'Espace
- Transports scolaires
- Urbanisme
- Voirie, Bâtiments, Espaces Verts